# Deutsche Einband-Meisterschaft 2017/18

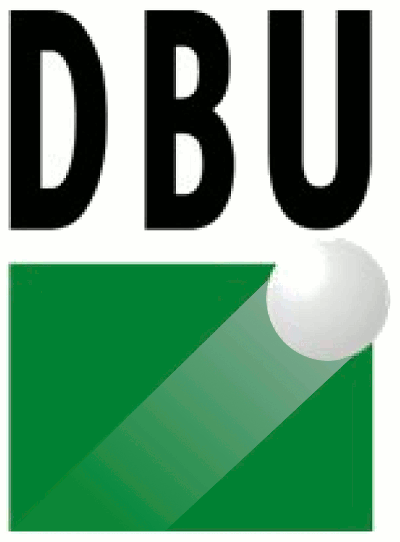
Verbandslogo: DBU

Veranstaltungsort: Bad Wildungen

Die Deutsche Einband-Meisterschaft 2017/18 ist eine Billard-Turnierserie und fand vom 8. bis zum 9. November 2017 in Bad Wildungen zum 64. Mal statt.

## Geschichte
Mit einer soliden Leistung verteidigte Sven Daske ungeschlagen seinen Titel im Einband. Zweiter wurde Uwe Kerls bei seiner ersten Teilnahme vor Dieter Steinberger und Manuel Orttmann.

Die kompletten Ergebnisse stammen aus eigenen Unterlagen und er österreichischen Billardzeitung Billard.

## Modus
Gespielt wurde in zwei Vierergruppen bis 100 Punkte oder 20 Aufnahmen. Die zwei Gruppenbesten kamen danach in die K.o.-Spiele des Halbfinales. Ab hier wurde bis 100 Punkte ohne Aufnahmenbegrenzung gespielt.
Die Endplatzierung ergab sich aus folgenden Kriterien:
1. Matchpunkte (MP)
2. Generaldurchschnitt (GD)
3. Bester Einzeldurchschnitt (BED)
4. Höchstserie (HS)

## Teilnehmer (alphabetisch)
1. Sven Daske (SCB Langendamm), Titelverteidiger
2. Thomas Berger (BC Oberursel)
3. Markus Dömer (ABC Merklinde)
4. Uwe Kerls (BC GT Buer)
5. Carsten Lässig (BG Coesfeld)
6. Markus Melerski (BC Hilden)
7. Manuel Orttmann (Ilmenau)
8. Dieter Steinberger (BC Kempten)

### Gruppenphase
| Platz                     | Name           | MP  | Pkte. | Aufn. | GD   | BED   | HS |
| ------------------------- | -------------- | --- | ----- | ----- | ---- | ----- | -- |
| 1                         | Sven Daske     | 6:0 | 282   | 46    | 6,13 | 11,11 | 29 |
| 2                         | Uwe Kerls      | 4:2 | 270   | 53    | 5,09 | 6,66  | 25 |
| 3                         | Carsten Lässig | 2:4 | 148   | 44    | 3,36 | 4,35  | 33 |
| 4                         | Thomas Berger  | 0:6 | 183   | 55    | 3,32 | –     | 17 |
| Gruppendurchschnitt: 4,45 |                |     |       |       |      |       |    |

| Platz                     | Name               | MP  | Pkte. | Aufn. | GD   | BED  | HS |
| ------------------------- | ------------------ | --- | ----- | ----- | ---- | ---- | -- |
| 1                         | Dieter Steinberger | 4:2 | 273   | 47    | 5,80 | 6,25 | 35 |
| 2                         | Manuel Orttmann    | 4:2 | 236   | 56    | 4,21 | 4,45 | 28 |
| 3                         | Markus Dömer       | 2:4 | 262   | 53    | 4,94 | 7,69 | 56 |
| 4                         | Markus Melerski    | 2:4 | 217   | 58    | 3,74 | 4,75 | 35 |
| Gruppendurchschnitt: 4,61 |                    |     |       |       |      |      |    |

### Finalrunde
| 1. Halbfinale   |     |     |    |      |      |    |
| Sven Daske      | 2:0 | 100 | 16 | 6,25 | 6,25 | 21 |
| Manuel Orttmann | 0:2 | 33  | 16 | 2,06 | –    | 12 |

| 2. Halbfinale      |     |     |    |      |      |    |
| Dieter Steinberger | 0:2 | 73  | 25 | 2,92 | –    | 15 |
| Uwe Kerls          | 2:0 | 100 | 25 | 4,00 | 4,00 | 18 |

| Finale     |     |     |    |      |      |    |
| Sven Daske | 2:0 | 100 | 26 | 3,84 | 3,84 | 24 |
| Uwe Kerls  | 0:2 | 83  | 26 | 3,19 | –    | 13 |

## Abschlusstabelle
| MP    | Match Punkte (Sieger = 2; Unentschieden = 1; Verlierer = 0) |
| SV    | Satzverhältnis (nur bei Turnieren im Satzsystem)            |
| Pkte. | Erzielte Karambolagen                                       |
| Aufn. | benötigte Aufnahmen                                         |
| GD    | Generaldurchschnitt                                         |
| MGD   | Mannschafts-Generaldurchschnitt                             |
| BED   | Bester Einzeldurchschnitt eines Spielers                    |
| BEMD  | Bester Einzeldurchschnitt einer Mannschaft                  |
| BSD   | Bester Satzdurchschnitt eines Spielers                      |
| HS    | Höchstserie                                                 |
| WRP   | Weltranglistenpunkte                                        |

| Klassement                | Klassement | Klassement         | Klassement | Klassement | Klassement | Klassement | Klassement | Klassement | Klassement |
| Phase                     | Platz      | Name               | MP         | Pkt.       | Aufn.      | GD         | BED        | HS         |            |
| ------------------------- | ---------- | ------------------ | ---------- | ---------- | ---------- | ---------- | ---------- | ---------- | ---------- |
| Finale                    | 1          | Sven Daske         | 10:0       | 482        | 88         | 5,47       | 11,11      | 29         |            |
| Finale                    | 2          | Uwe Kerls          | 6:4        | 453        | 104        | 4,35       | 6,66       | 25         |            |
| Halb- finale              | 3          | Dieter Steinberger | 4:4        | 346        | 72         | 4,80       | 6,25       | 35         |            |
| Halb- finale              | 3          | Manuel Orttmann    | 4:4        | 269        | 72         | 3,73       | 4,45       | 28         |            |
| Gruppen- phase            | 5          | Markus Dömer       | 2:4        | 262        | 53         | 4,94       | 7,69       | 56         |            |
| Gruppen- phase            | 6          | Carsten Lässig     | 2:4        | 148        | 44         | 3,36       | 4,35       | 33         |            |
| Gruppen- phase            | 7          | Markus Melerski    | 2:4        | 217        | 58         | 3,74       | 4,75       | 35         |            |
| Gruppen- phase            | 8          | Thomas Berger      | 0:6        | 183        | 55         | 3,32       | –          | 17         |            |
| Turnierdurchschnitt: 4,32 |            |                    |            |            |            |            |            |            |            |